# Lawrence Bader
Lawrence Dean Bader dit Larry Bader (né le 12 septembre 1949 à Minnetonka, dans l'état du Minnesota aux États-Unis) est un joueur américain de hockey sur glace. Lors des Jeux olympiques d'hiver de 1972 à Sapporo, il remporte la médaille d'argent.

## Biographie
Un excellent joueur de hockey durant ses années en high school, Larry Bader ne reçoit pas d'offres de bourse universitaire dans son état natal du Minnesota et intègre alors l'Université de Pennsylvanie dont il en devient l'un des joueurs vedettes des Quakers. Durant la saison 1971-1972, il évolue avec la sélection nationale américaine en vue des Jeux olympiques de Sapporo. L'un des derniers joueurs assurés de faire partie du voyage, Bader ne dispute cependant aucune rencontre durant le tournoi qui voit les Américains remporter la médaille d'argent,. La saison suivante, il joue une saison en professionnel avec les Suns de Suncoast de l'Eastern Hockey League avant de mettre un terme à sa carrière de joueur. Il devient par la suite un homme d'affaires basé à Fairbault dans le Minnesota.

## Statistiques en carrière
| Saison    | Équipe           | Ligue         |    | Saison régulière | Saison régulière | Saison régulière | Saison régulière | Saison régulière |   | Séries éliminatoires | Séries éliminatoires | Séries éliminatoires | Séries éliminatoires | Séries éliminatoires |
| Saison    | Équipe           | Ligue         | PJ | B                | A                | Pts              | Pun              | PJ               | B | A                    | Pts                  | Pun                  |                      |                      |
| 1969-1970 | Quakers de Penn  | NCAA          |    |                  |                  |                  |                  | -                | - | -                    | -                    | -                    |                      |                      |
| 1970-1971 | Quakers de Penn  | NCAA          |    |                  |                  |                  |                  | -                | - | -                    | -                    | -                    |                      |                      |
| 1971-1972 | États-Unis       | International | 37 | 6                | 12               | 18               | 10               | -                | - | -                    | -                    | -                    |                      |                      |
| 1972-1973 | Suns de Suncoast | EHL           | 39 | 11               | 21               | 32               | 33               | 5                | 0 | 0                    | 0                    | 0                    |                      |                      |

## Palmarès
- Médaille d'argent aux Jeux olympiques de Sapporo en 1972